# Britische Formel-4-Meisterschaft
Die britische Formel-4-Meisterschaft (offiziell ROKiT F4 British Championship Certified by FIA) ist eine Automobilrennserie nach dem FIA-Formel-4-Reglement im Vereinigten Königreich. Die britische Formel-4-Meisterschaft wurde erstmals 2015 ausgetragen.
Die britische Formel-4-Meisterschaft wird ab 2022 von Motorsport UK veranstaltet und ist eine Teilserie der TOCA-Tour.

## Geschichte

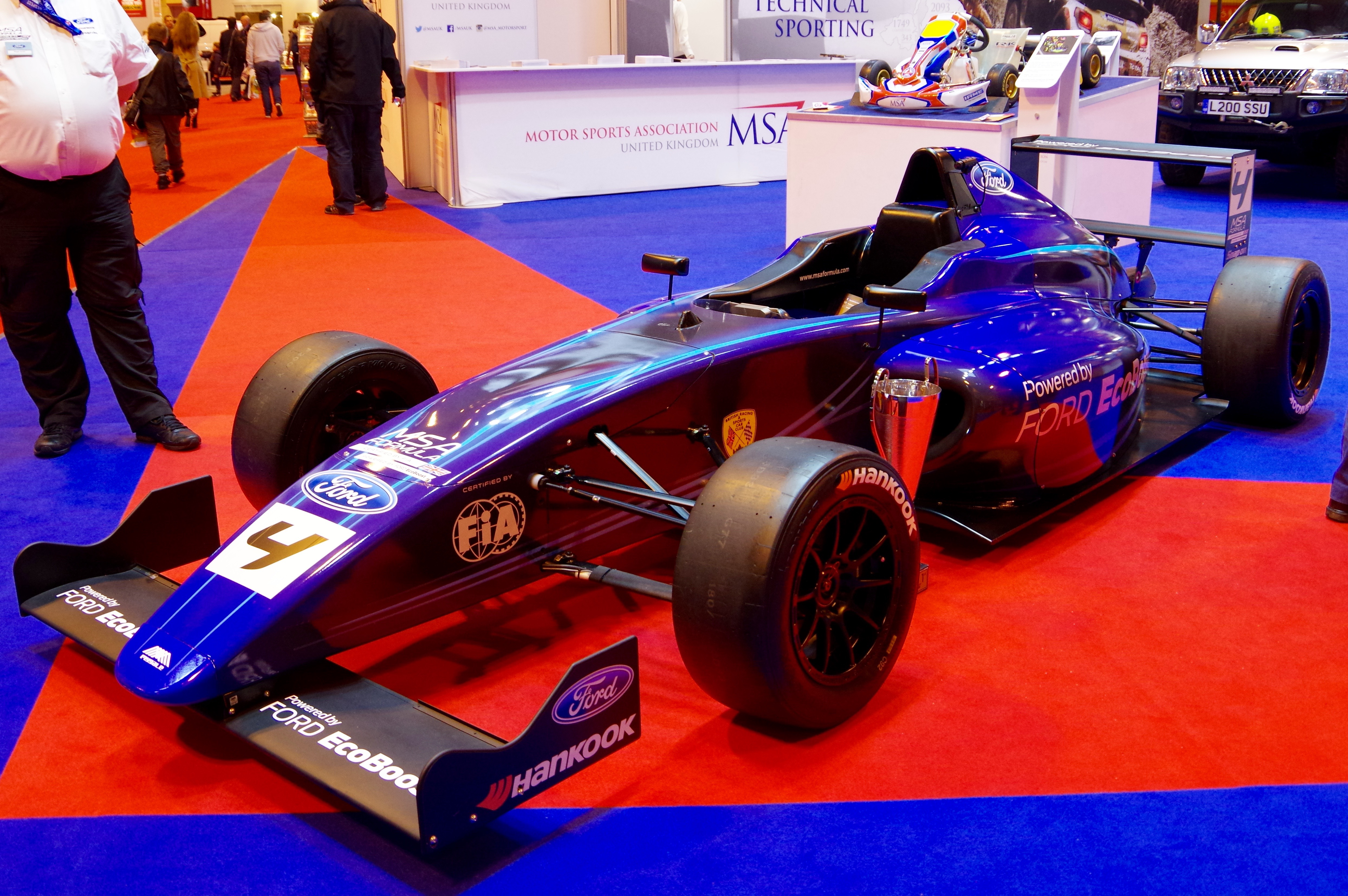
Ein Formel-4-Wagen, ausgestellt 2016 bei Autosport International Racing Car Show

Nachdem die FIA 2013 die Einführung eines Formel-4-Reglements beschlossen hatte, entschied der Motor Sports Association (MSA) die britische Formel Ford zu Gunsten einer FIA-Formel-4-Meisterschaft einzustellen. Die britische Formel-4-Meisterschaft wurde erstmals 2015 ausgetragen. Wie auch die britische Formel Ford gehört auch die britische Formel-4-Meisterschaft zum Veranstaltungspaket der TOCA-Tour, zu der unter anderem auch die British Touring Car Championship (BTCC) gehört. Ab der Saison 2022 wird die Formel-4-Meisterschaft von Motorsport UK veranstaltet und organisiert.

### Formel-4-Namensstreit
Die britische Formel-4-Meisterschaft der MSA ist nicht zu verwechseln mit der BRDC British Formula 4 Championship des BRDC, die nicht von der FIA zertifiziert ist. Da die Namensrechte für die Verwendung des Begriffs Formula 4 im Vereinigten Königreich beim BRDC liegen, wird die FIA-zertifizierte britische Formel-4-Meisterschaft unter dem Namen MSA Formula vermarktet und verzichtete bis 2016 bei eigenen Veröffentlichungen auf die Verwendung des Formel-4-Begriffs. Mit Ende März 2016 nannte sich die von BRDC veranstaltete Formel-4-Meisterschaft in BRDC British Formula 3 Championship um da die ehemalige britische Formel-3-Meisterschaft (British Formula 3 International Series) nach 2014 nicht mehr ausgetragen wurde. Daraufhin stand die Formel-4-Bezeichnung wieder der MSA zur Verfügung.

## Sportliches Reglement

### Ablauf des Rennwochenendes
Im Vorfeld zu den Rennen finden jeweils zwei freie Trainings statt welche beide 45 Minuten dauern. Das darauffolgende Qualifying besteht aus einer 20-minütigen Session und bestimmt die Startreihenfolge zum ersten Rennen. Die Startaufstellung für das zweite Rennen ergibt sich aus dem gestürzten Qualifying (reverse grid). Die Startaufstellung für das dritte Rennen ergibt die zweitschnellste gefahrene Rundenzeit des Qualifyings eines jeden Fahrers. Alle drei Rennen dauern jeweils 20 Minuten mit einer weiteren finalen Rennrunde.

### Punkteverteilung
Die Punktewertung orientiert sich am aktuellen Punktesystem der Formel 1. Somit erhält der Sieger des ersten bzw. dritten Rennens 25, der Zweite 18, der Dritte 15 Punkte bis hin zum Zehntplatzierten, welcher den letzten Punkt erhält. Beim zweiten Rennen erhält der Sieger 15 Punkte, der Zweite 12, der Dritte 10 bis hin zum Achtplatzierten, welcher den letzten Punkt erhält. Es wird ein Zusatzpunkte für die schnellste Rennrunde verteilt, es gibt keinen Bonuspunkt für die Pole-Position. Weiters gibt es bei den Rennen mit reverse grid für jeden Fahrer Bonuspunkte für jeden Platz, den sie im Vergleich zu ihrer Startaufstellung gewonnen haben.
In die Teammeisterschaft fließen die Punkte der zwei vom jeweiligen Team nominierten Fahrer pro Rennwochenende ein.
| Punkteverteilung (2021–) | Punkteverteilung (2021–) | Punkteverteilung (2021–) | Punkteverteilung (2021–) | Punkteverteilung (2021–) | Punkteverteilung (2021–) | Punkteverteilung (2021–) | Punkteverteilung (2021–) | Punkteverteilung (2021–) | Punkteverteilung (2021–) | Punkteverteilung (2021–) | Punkteverteilung (2021–) | Punkteverteilung (2021–) |
| ------------------------ | ------------------------ | ------------------------ | ------------------------ | ------------------------ | ------------------------ | ------------------------ | ------------------------ | ------------------------ | ------------------------ | ------------------------ | ------------------------ | ------------------------ |
| Platz                    | 1                        | 2                        | 3                        | 4                        | 5                        | 6                        | 7                        | 8                        | 9                        | 10                       | PP                       | SR                       |
| Rennen 1 & 3             | 25                       | 18                       | 15                       | 12                       | 10                       | 8                        | 6                        | 4                        | 2                        | 1                        | –                        | 1                        |
| Rennen 2                 | 15                       | 12                       | 10                       | 8                        | 6                        | 4                        | 2                        | 1                        | 0                        | 0                        | –                        | 1                        |

Von 2016 bis 2020 gab es bei jedem Rennen dieselbe Punkteverteilung, Bonuspunkte für Pole-Position sowie Schnellste Rennrunde wurden nicht vergeben.
| Punkteverteilung (2016–2020) | Punkteverteilung (2016–2020) | Punkteverteilung (2016–2020) | Punkteverteilung (2016–2020) | Punkteverteilung (2016–2020) | Punkteverteilung (2016–2020) | Punkteverteilung (2016–2020) | Punkteverteilung (2016–2020) | Punkteverteilung (2016–2020) | Punkteverteilung (2016–2020) | Punkteverteilung (2016–2020) | Punkteverteilung (2016–2020) | Punkteverteilung (2016–2020) |
| ---------------------------- | ---------------------------- | ---------------------------- | ---------------------------- | ---------------------------- | ---------------------------- | ---------------------------- | ---------------------------- | ---------------------------- | ---------------------------- | ---------------------------- | ---------------------------- | ---------------------------- |
| Platz                        | 1                            | 2                            | 3                            | 4                            | 5                            | 6                            | 7                            | 8                            | 9                            | 10                           | PP                           | SR                           |
| Punkte                       | 25                           | 18                           | 15                           | 12                           | 10                           | 8                            | 6                            | 4                            | 2                            | 1                            | –                            | –                            |

In der ersten Saison 2015 wurde ein adaptiertes Punkteschema verwendet, so erhielten ab der zehnten Platzierung alle Fahrer, welche das Rennen beendeten, einen einzelnen Punkt. Zusätzlich erhielt der Fahrer, welcher beim ersten Rennen von der Pole-Position startete, fünf Punkte und der Fahrer mit der schnellsten Rennrunde einen weiteren Punkt.
| Punkteverteilung (2015) | Punkteverteilung (2015) | Punkteverteilung (2015) | Punkteverteilung (2015) | Punkteverteilung (2015) | Punkteverteilung (2015) | Punkteverteilung (2015) | Punkteverteilung (2015) | Punkteverteilung (2015) | Punkteverteilung (2015) | Punkteverteilung (2015) | Punkteverteilung (2015) | Punkteverteilung (2015) |
| ----------------------- | ----------------------- | ----------------------- | ----------------------- | ----------------------- | ----------------------- | ----------------------- | ----------------------- | ----------------------- | ----------------------- | ----------------------- | ----------------------- | ----------------------- |
| Platz                   | 1                       | 2                       | 3                       | 4                       | 5                       | 6                       | 7                       | 8                       | 9                       | 10+                     | PP                      | SR                      |
| Punkte                  | 25                      | 18                      | 15                      | 12                      | 10                      | 8                       | 6                       | 4                       | 2                       | 1                       | 5                       | 1                       |

### Superlizenz-Punkte
Der Meister der Serie erhält 12 Punkte für die Superlizenz, der Vizemeister 10, der Dritte 7 Punkte bis zum siebtplatzierten, welcher den letzten verfügbaren Punkt für die Superlizenz erhält.
| Superlizenz-Verteilung | Superlizenz-Verteilung | Superlizenz-Verteilung | Superlizenz-Verteilung | Superlizenz-Verteilung | Superlizenz-Verteilung | Superlizenz-Verteilung | Superlizenz-Verteilung | Superlizenz-Verteilung | Superlizenz-Verteilung | Superlizenz-Verteilung |
| ---------------------- | ---------------------- | ---------------------- | ---------------------- | ---------------------- | ---------------------- | ---------------------- | ---------------------- | ---------------------- | ---------------------- | ---------------------- |
| Platz                  | 1                      | 2                      | 3                      | 4                      | 5                      | 6                      | 7                      | 8                      | 9                      | 10                     |
| Punkte                 | 12                     | 10                     | 7                      | 5                      | 3                      | 2                      | 1                      | 0                      | 0                      | 0                      |

### Preisgeld
Der Meister erhält außerdem einen vollfinanzierten Test mit einem Formula-Regional-European-Championship-Wagen um den Meister auf die nächste Rennstufe vorzubereiten.
Wenn ein Fahrer an einem Rennwochenende alle drei Rennen gewinnt wird ein Preisgeld von 10.000 Pfund ausgeschüttet. Wenn ein Fahrer aus der Rookie-Kategorie erstmals ein Rennen gewinnt erhält er 5.000 Pfund als Gewinnprämie. 

### Teams und Fahrer
Die Rennteams müssen aktives Mitglied beim British Racing and Sports Car Club (BRSCC) sein, um sich an der Meisterschaft einschreiben lassen zu dürfen.
Das Mindestalter, um als Fahrer an der Formel-4-Meisterschaft teilnehmen zu dürfen, beträgt 15 Jahre. Zusätzlich muss der jeweilige Fahrer ein Mitglied bei British Racing and Sports Car Club sein und eine gültige MSA Competition National A-Rennlizenz besitzen. Die Teilnahmekosten betragen, neben der 2.500 Pfund Einschreibegebühr, für ein ganzes Jahr 11.000 Pfund; eine Teilnahme an einem einzelnen Rennwochenende kostet 1.500 Pfund. Fahrer, welche das erste Mal an einer Saison teilnehmen, nehmen automatisch zusätzlich zur Gesamtwertung am Rookie Cup teil. Der Gewinner des Rookie Cups erhält eine kostenlose Teilnahme an der folgenden Saison als Karriereförderung.

## Technisches Reglement

### Chassis

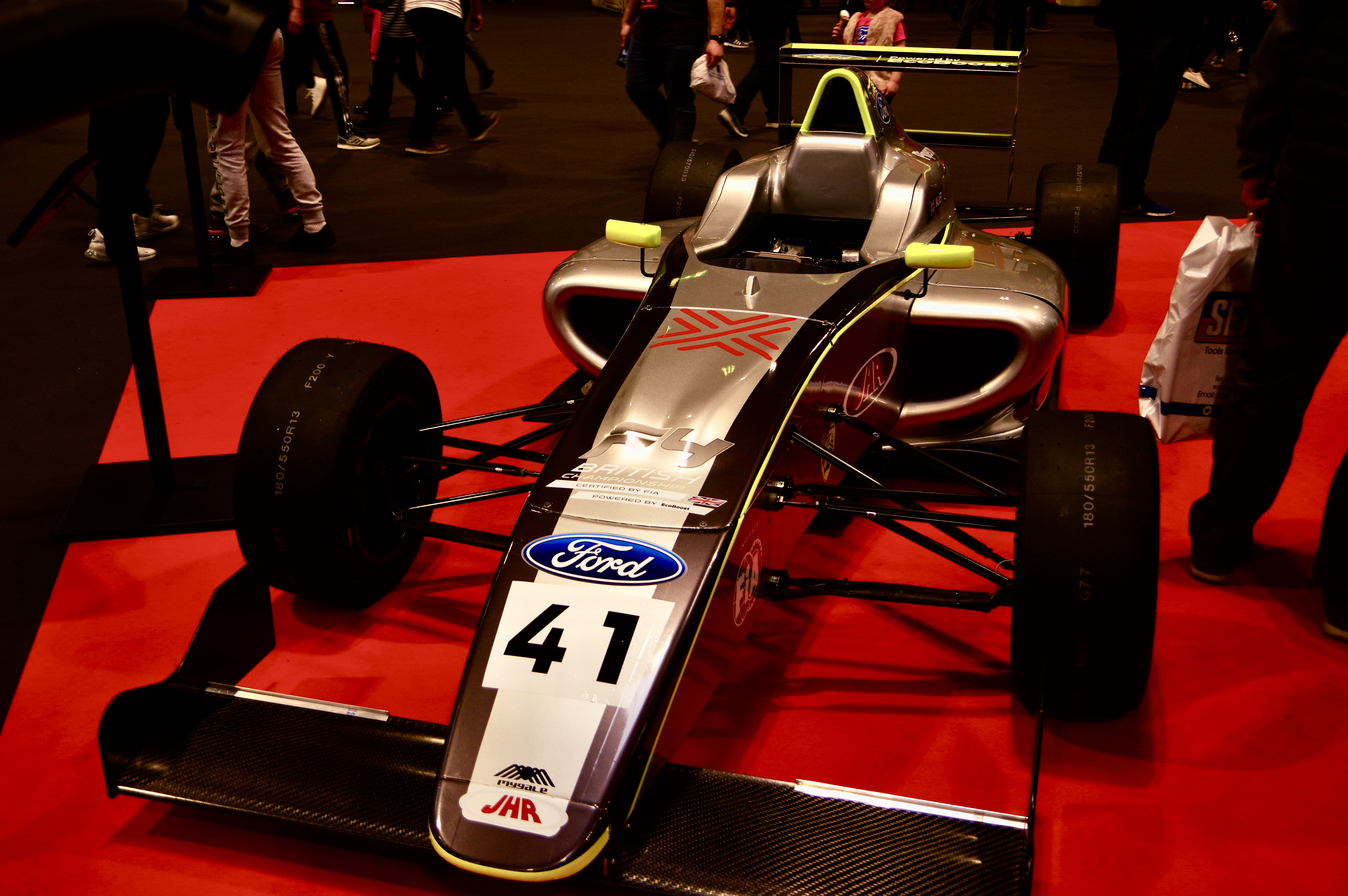
Ein Mygale-Chassis von 2020

In der britischen Formel-4-Meisterschaft wird als Chassis das von der FIA homologierte Tatuus F4 T-421 aus Italien eingesetzt, ein Monocoque aus CFK.
Bis 2021 wurde das Chassis Mygale M14-F4 aus Frankreich eingesetzt. Als Aufhängung wurde vorn sowie hinten eine Doppelquerlenkerachse mit innenliegenden Federn und Stoßdämpfern, betätigt über Schubstangen, eingesetzt. Der Treibstofftank fasste 48 Liter. Das Chassis exklusive dem Motor kostete 33.000 Pfund, zusätzlich konnte für 6.500 Pfund noch unter anderem Datensensoren für Telemetrieauswertung hinzugekauft werden.

### Motor und Getriebe
Als Motor wird ein aufgeladener 1,4-Liter FTJ-I4-Turbomotor von Abarth-Autotecnica mit etwa 180 PS eingesetzt. Als Getriebe wird ein sequentielles Sechsgang-Halbautomatikgetriebe mit Schaltwippen von Sadev bezogen.
Bis 2021 wurde ein aufgeladenen 1,6-Liter EcoBoost-Turbomotor von Ford mit etwa 160 PS eingesetzt. Alle eingesetzten Motoren wurden dabei zentral von Neil Brown Engineering (NBE) gewartet und für den Renneinsatz vorbereitet; damit wurde eine maximal unterschiedliche Leistungstoleranz von 0,75 Prozent garantiert. Der Motor kostete 10.500 Pfund. Als Getriebe wurde ein sequentielles Sechsgang-Halbautomatikgetriebe mit Schaltwippen von Sadev bezogen.

### Reifen
Als Bereifung kommen Pirelli-Slickreifen zum Einsatz. Pro Rennwochenende darf jeder Fahrer jeweils drei Front- und drei Heckreifen höchstens einsetzen; bei Regen gibt es jeweils vier Reifen für vorne und hinten.
Bis 2021 wurde als Bereifung die Hankook F200-Slickreifen verwendet, als Regenreifen wurden die Hankook Z206/7 verwendet. Ein komplettes Set an Reifen kostete 629 Pfund.

## Fernsehübertragung
Die britische Formel-4-Meisterschaft wird im Vereinigten Königreich von dem Sender ITV4 übertragen, zusätzlich wird jedes Rennen auf der offiziellen Website als Live-Stream angeboten.

## Bisherige Meister
| Saison | Meister           | Punkte | Zweiter           | Punkte | Dritter           | Punkte | Bestes Team                  | Punkte | Rookie            | Punkte | Quelle |
| ------ | ----------------- | ------ | ----------------- | ------ | ----------------- | ------ | ---------------------------- | ------ | ----------------- | ------ | ------ |
| 2015   | Lando Norris      | 413,5  | Ricky Collard     | 371,5  | Colton Herta      | 355,5  | Carlin                       | 712,5  | Enaam Ahmed       | 440,5  | [ 11 ] |
| 2016   | Max Fewtrell      | 358,5  | Sennan Fielding   | 351,5  | Luis Leeds        | 300,5  | Carlin                       | 618,5  | Alex Quinn        | 589,5  | [ 12 ] |
| 2017   | Jamie Caroline    | 442,5  | Oscar Piastri     | 376,5  | Logan Sargeant    | 356,5  | Carlin                       | 869,5  | Hampus Ericsson   | 367,5  | [ 13 ] |
| 2018   | Kiern Jewiss      | 445,5  | Ayrton Simmons    | 374,5  | Logan Sargeant    | 339,5  | TRS Arden Junior Racing Team | 837,5  | Jack Doohan       | 548,5  | [ 14 ] |
| 2019   | Zane Maloney      | 427,5  | Sebastián Álvarez | 407,5  | Louis Foster      | 353,5  | Double R Racing              | 730,5  | Zane Maloney      | 608,5  | [ 15 ] |
| 2020   | Luke Browning     | 412,5  | Zak O’Sullivan    | 408,5  | Casper Stevenson  | 328,5  | Carlin                       | 609,5  | Christian Mansell | 496,5  | [ 16 ] |
| 2021   | Matthew Rees      | 331,5  | Matías Zagazeta   | 306,5  | McKenzy Cresswell | 305,5  | JHR Developments             | 648,5  | Matthew Rees      | 426,5  | [ 17 ] |
| 2022   | Alex Dunne        | 412,5  | Oliver Gray       | 343,5  | Ugo Ugochukwu     | 290,5  | Carlin                       | 789,5  | Ugo Ugochukwu     | 506,5  | [ 18 ] |
| 2023   | Louis Sharp       | 384,5  | William Macintyre | 371,5  | Deagen Fairclough | 296,5  | Rodin Carlin                 | 692,5  | Gustav Jonsson    | 489,5  | [ 19 ] |
| 2024   | Deagen Fairclough | 579,5  | Alex Ninovic      | 357,5  | Reza Seewooruthun | 271,5  | Hitech Pulse-Eight           | 807,5  | Martin Molnár     | 403,5  | [ 20 ] |